# Museo de Caza Benito Albarrán

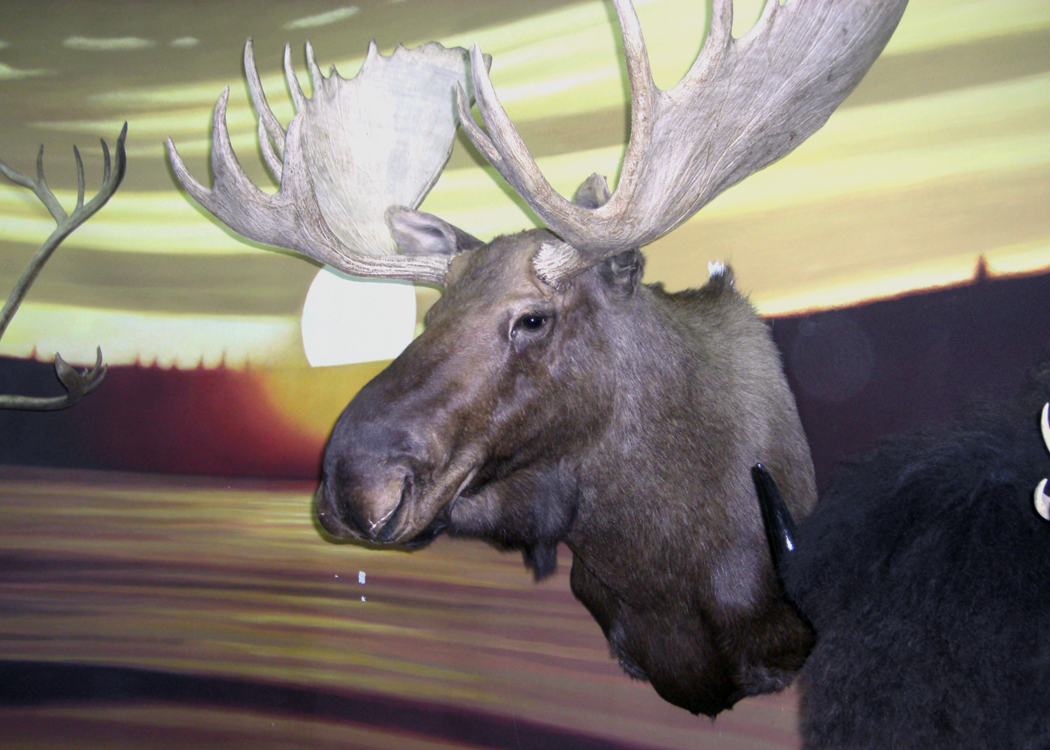
Museo de Caza Benito Albarrán Alce

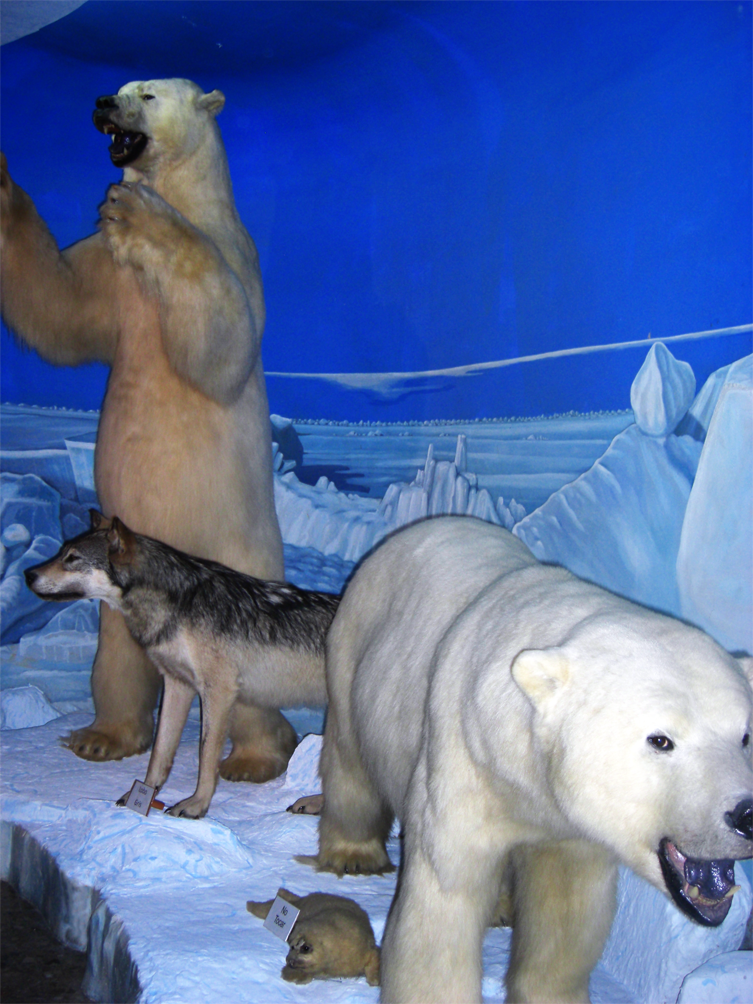
Museo de Caza Benito Albarrán. Osos Polares

El Museo de Caza "Benito Albarrán" es un museo dedicado a la cacería ubicado en Zapopan, Jalisco. Fue fundado por el empresario Benito Albarrán en 1957. El inmueble que actualmente lo alberga fue construido  en 1972 con un diseño del arquitecto José Medrano.

## Historia
Abrió sus puertas el 8 de agosto de 1957, con el objeto de concientizar al público sobre la importancia de la conservación de la fauna de caza así como de su hábitat. 
Su fundador, Benito Albarrán, de oficio dentista, nació en Toluca el 8 de agosto de 1903. Junto con tres de sus hijos, Fernando, Benito y Gerardo, decidió realizar la apertura de dicho recinto que exhibe más de 300 especímenes de distintos continentes, que van desde especies animales hasta piezas de ornamenta, instrumentos, escudos, esculturas y armas de tribus masái.
Albarrán, quien siempre sostuvo que “La cacería es la primera aportación del hombre a la sociedad” quiso que este museo fuera accesible al público y que los trofeos de caza fueran exhibidos sin protección alguna.

## Organización
El museo se ubica en Paseo de los Parques 3530, Colinas de San Javier, 45110 Zapopan, y se encuentra dividido en tres salas donde se exhiben 300 piezas de cacería, con el fin de que sus visitantes los disfruten, algunas de cuerpo completo, otras de medio cuerpo y el resto únicamente cabezas. 
Las salas comprenden una exhibición de taxidermia de la fauna de América, África y Eurasia logrados a través de tres generaciones. Las piezas están colocadas en dioramas que imitan el hábitat de los animales exhibidos como lo son bosque, tundra, desierto, selva para recrear de manera visual y atractiva el ambiente en el que la especie se desarrolla habitualmente, en algunos casos imitando o recreando alguna acción.

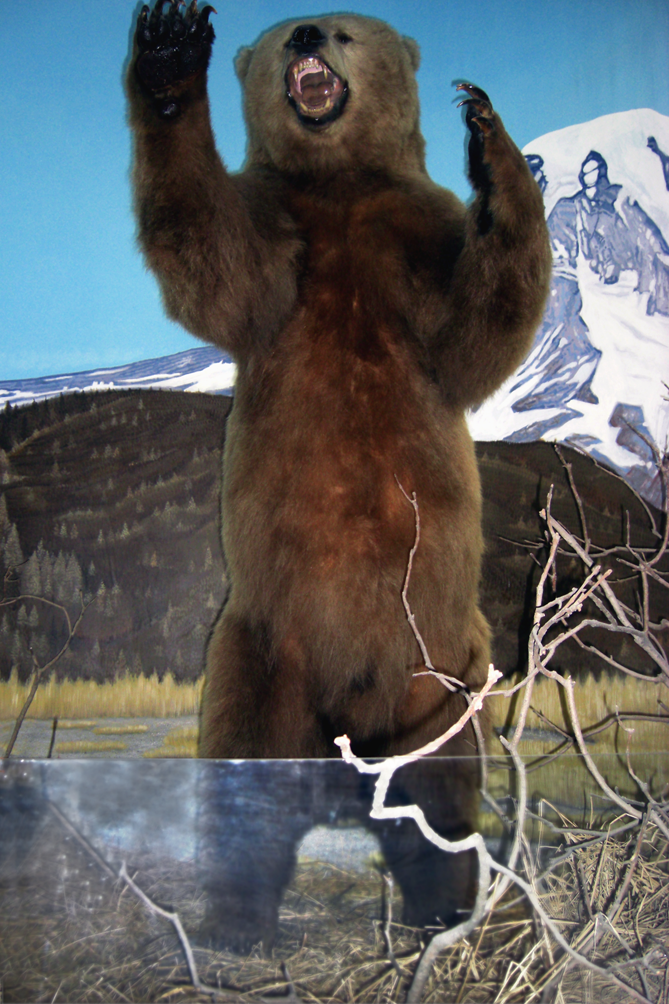
Oso Gris. Museo de Caza Benito Albarrán

A diferencia de un museo de historia natural, en el que se muestran especies representativas del género, en este museo por ser de caza, muestra únicamente ejemplares machos maduros, a los cuales se les llama trofeos. En el museo en el área que comprende de Alaska a la Patagonia; se puede encontrar un oso polar y a su costado, una foca bebé también disecada. Una de reglas principales de la caza deportiva es que el ejemplar a cazar sea macho. Sin embargo esta es una única excepción ya que al momento de cazarla, esta foca bebé se encontraba en el hocico del ya antes mencionado ejemplar.
En dicha sección, que comprende el continente americano; se exhiben especies que van desde el jaguar de Nayarit, los quetzales del Sureste mexicano, el puma de las regiones altas de Chihuahua y sur de Estados Unidos, venados de "cola blanca" de todo México, osos kodiac y borregos de Canadá, cabras de las Rocosas, osos polares, el oso gris, wapitíes, alces y caribúes.
La segunda sala muestra un tanto la fauna de sabana africana; en ella podemos encontrar ejemplares como antílopes, leones, kudús, gacelas y un colosal rinoceronte blanco. En el centro de la sala podemos encontrar una recreación de la cacería de un león. Donde puede observarse a detalle la artificialidad de la lengua y ojos del mismo que por cuestiones de preservación son retirados y sustituidos por otros que los simulen.
La sección Euroasiática exhibe leopardos, jaguares, tigres de Bengala y toros Gaur, venados y un genuino huevo de avestruz.

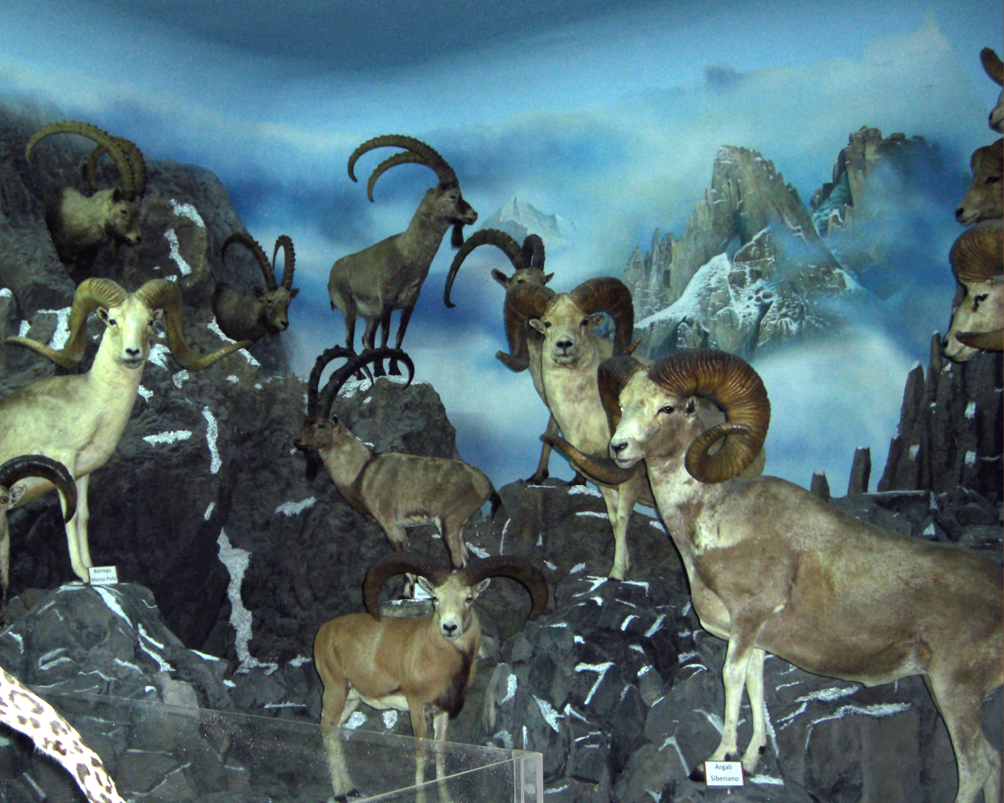
Museo de caza Benito Albarrán
Argali

Dentro del museo podemos encontrar una urna de plata rodeada de una enorme cornamenta de borrego Marco Polo, donde se encuentran los restos del señor Albarrán y su esposa.
Además en el museo cuenta con fotografías donde se puede visualizar como eran las expediciones antiguas permitidas. en la actualidad la mayoría de la actividad de caza está restringida para preservación de la flora y fauna; de algunos de estos ejemplares exhibidos en las salas hoy se encuentra prohibida su caza.

## Datos de interés
Benito Albarrán publicó dos libros titulados Caza Mayor 1 y Caza Mayor 2, donde describe los orígenes de la caza y relata sus aventuras de cacerías.